# Байзак Мамбетулы
Байзак Мамбетулы, также Байзак-бий (каз. Байзақ би, Байзақ Мәмбетұлы; 1789, Тараз — 1864, Шымкент) — батыр, участник восстания 1821 года под руководством султана Рустема Асфендиярулы (Тезек Торе) против кокандских завоевателей. Восстание было жестоко подавлено, но авторитетного Байзака назначили главой казахского племени (датха) дулатов. В 1858 году Байзак возглавил очередное совместное восстание казахов и киргизов против Кокандского ханства.

## Политическая и военная деятельность
«Знал Байзак, что кокандцам никакими угрозами и никакими пытками не сломить его. Знал, что за его непреклонную преданность своему народу и родной земле уготована ему погибель. Но не знал батыр Байзак, какую страшную казнь придумал для него Худояр-хан. На возвышенности у крепостной стены была установлена пушка, к дулу которой привязали Байзака. Выстрел был сделан на восток, в сторону Аулие-Аты»…
Активно защищал интересы казахов, стремился проводить независимую политику. В борьбе за свободу стал надежным соратником султана Кенесары в его восстании против Российской империи. Его сарбазы, присоединившись к войскам Кенесары, в 1841 году захватили несколько кокандских крепостей, а также участвовали в освобождении Созакского региона. В 1860 году близ Алматы в Узынагаше со своим отрядом участвовал в Узун-Агачской битве против войск царского генерала Герасима Алексеевича Колпаковского. Под руководством Байзака и его сыновей была прорыта система ирригационных каналов протяженностью 160 км, которые и поныне служат жителям окрестностей города Тараз.

## Личная жизнь
Байзак являлся одним из восьми сыновей знаменитого казахского батыра Мамбета. В свою очередь, у Байзака было 17 сыновей, один из них — Акмолда — впоследствии также стал батыром, в составе русской императорской армии получил чин капитана за то, что в числе первых со своими воинами ворвался в аулие-атинскую крепость.

## Смерть
Был вероломно взят в плен представителями кокандского ханства, когда приехал на переговоры относительно возможности атаки русских царских войск, приблизившихся к границам ханства. Байзак отказался нападать, после чего все участники посольства, ранее получившие гарантии неприкосновенности, были схвачены и обезглавлены, а сам Мамбетулы был избит и брошен на два месяца в зиндан. По приказу правителя Кокандского ханства Алимкула Байзак был привязан к жерлу пушки и разорван на куски выстрелом. Его останки погребены в местечке Сары-Кемер на побережье реки Талас. Один из районов Жамбылской области носит его имя.
Могила Байзак батыра находится возле трассы Алматы — Ташкент, в 12 километрах от районного центра — села Сарыкемер. В настоящее время ранее забытому герою национального освободительного движения установили памятник, Свердловский район Жамбылской области переименован в Байзакский. В Таразе именем батыра названа одна из центральных улиц города.